# Terra (Officina Zoè)
Terra è il primo album degli Officina Zoè, uscito nel 1997.
È stato poi riedito nel 2005 dall'etichetta salentina Anima Mundi.

## Tracce
1. S. Paulu (I)
2. Quannu camini tie
3. Pizzica tarantata
4. Nia, Nia, Nia
5. Canuscu na carusa
6. Sutt'acqua e sutta jentu
7. Lu rusciu te lu mare
8. Fimmine fimmine
9. S. Paulu (II)
10. La tortura
11. Lu sule calau calau
12. Pizzicarella